# 공유 업무 공간
문화체육관광부와 국립국어원은 ‘코워킹 스페이스’를 대체할 쉬운 우리말로 ‘공유 업무 공간’을 선정했다.
‘공유 업무 공간’는 여러 분야에서 독립적으로 작업하는 사람들이 모여 의견을 서로 공유하며 의견을 나눌 수 있도록 조성한 협업 공간을 이르는 말이다. 
문체부는 ‘쉬운 우리말 쓰기 사업’의 하나로 국어원과 함께 외국어 새말 대체어 제공 체계를 구축해 운영하고 있다. 문체부와 국어원은 지난 2월 3일(수)에 열린 새말모임*을 통해 제안된 의견을 바탕으로 의미의 적절성과 활용성 등을 다각으로 검토해 ‘코워킹 스페이스’의 대체어로 ‘공유 업무 공간’을 선정했다. 
- 새말모임: 어려운 외래 용어가 널리 퍼지기 전에 일반 국민이 이해하기 쉬운 다듬은 말을 제공하기 위해 국어 유관 분야 전문가로 구성된 위원회.

이에 대해 문체부는 2022년 2월 4일(금)부터 2월 10일(목)까지 국민 2천여 명을 대상으로 ‘어려운 외국어에 대한 우리말 대체어 국민 수용도 조사’를 실시한 결과, 응답자의 78.8%가 ‘코워킹 스페이스’를 쉬운 우리말로 바꾸는 것이 좋다고 응답했다. 또한 ‘코워킹 스페이스’를 ‘공유 업무 공간’으로 바꾸는 데 응답자의 88.9%가 적절하다고 응답했다.